# Arachis inflata
Arachis inflata es una especie de planta floral del género Arachis, categorizada en la tribu Dalbergieae, de la subfamilia Faboideae.

## Distribución
Especie nativa de América del Sur: Bolivia. Crece en el bioma tropical.

## Taxonomía
Fue descrita por Seijo, Atahuachi, C.E.Simpson & Krapov.
Tratamiento taxonómico
La especie aparece registrada y publicada en Bonplandia (Corrientes) 30: 170 (2021).